# كوانتم-1
كوانتم-1 أو كفانت-1 (بالإنجليزية: Quantum-I/1، بالروسية: Квант-1) هي الوحدة الأولى المضافة في عام 1987 إلى وحدة مير كور، والتي شكلت لب المحطة الفضائية السوفييتية «مير». ظلت تلك الوحدة متصلة بمير حتى انفصلت المحطة الفضائية بالكامل عن الفضاء عام 2001.
ضمت وحدة كفانت-1 معدات علمية لعمليات الرصد الفيزيائي الفلكي ومواد التجارب العلمية. استخدمت الوحدة لإجراء البحوث في فيزياء المجرات النشطة، النجوم الزائفة والنجوم النيوترونية وكان موضعها مميزًا لدراسة المستعر الأعظم 1987 إيه. كما أنها دعمت التجارب الحيوية التكنولوجية في المستحضرات المضادة للفيروسات. كانت الإضافات الأخرى لكفانت-1 خلال فترة حياتها هي الأشعة الشمسية وعوارض السوفورا والرابانا.
بُنيت وحدة كفانت-1 على المركبة الفضائية TKS وكانت النسخة التجريبية الأولى للسلسلة المخططة من نوع وحدات '37K'. أبرزت وحدات 37K وحدة قابلة للرسو من نوع TKS-E، وتُدعى أيضًا الوحدة الخدمية الوظيفية.
بعد العديد من الاختبارات الهندسية مع المحطات الفضائية ساليوت 6 وساليوت 7 (ووحدات المحطات الفضائية المتصلة مؤقتًا مثل كوزموس 1267 وكوزموس 1443 وكوزموس 1686) أصبحت وحدة محطة الفضاء الأولى التي تتصل بصورة شبه دائمة بمحطة الفضاء النموذجية الأولى في تاريخ رحلات الفضاء. كان مخططًا لكفانت-1 في البداية أن ترسو على محطة فضاء ساليوت 7، إلا أن الخطة تطورت لانطلاقها إلى مير، اتفق أولًا لانطلاقها على متن المكوك الفضائي بوران، والذي تغير أخيرًا للانطلاق إلى مير بواسطة صاروخ بروتون كيه Proton-K.

## الخلفية
مثلت مركبة كفانت الفضائية الاستخدام الأول لنوع جديد من وحدات المحطات الفضائية السوفييتية، المسماة 37K. صدر أمر بداية التطوير في 17 سبتمبر عام 1979. يتكون التصميم الأساسي لـ37K من أسطوانة قطرها 4.2 متر مضغوطة ومنفذ رسو والتحام عن النهاية الأمامية. لم تكن مجهزة بنظام الدفع الخاص بها. كان السماح الأصلي لعدد 8 من تركيبات 37K المتعددة:
- مركبة 37K تجريبية (باستخدام وحدة فائضة من طراز FGB من العبّارة المأهولة تشيلومي TKS والتي ألغي استخدامها كدافع) وستُربط بالميناء الأمامي للمحطة الفضائية ساليوت 7.
- أربعة من وحدات 37KS لمير، سيتم توصيلها ورسوها إلى المحطة بواسطة القاطرة FGO خفيفة الوزن الجديدة.
- ثلاثة من الوحدات طراز 37KB. ستُحمل في خليج الحمولات للمكوك الفضائي بوران. بإمكانها أن تظل متصلة بالخليج وبإمكانها أن تكون (معدلة لتركيب 37KBI) مرساة للمحطات الفضائية مير ومير-2 باستخدام ذراع بوران المناور.

كانت 37KE معدة ومجهزة لاستقبال الحمولة الفيزيائية الفلكية. كما أنها استخدمت حاسوب الطيران الرقمي الخاص بساليوت-5ب ونظام التوجيه غيروديني المطور من أجل برنامج الفضاء ألماز. كلما تقترب الوحدة من الاكتمال أصيبت ساليوت 7 بالعديد من المشاكل التقنية وأعيد توجيه كفانت للرسو مع مير. ولكن في ذلك الوقت كان مخططًا لمير أن تكون في مدار 65 درجة، وكانت كفانت 800 كيلوجرام وثقيلة للغاية للإطلاق البروتوني للمركبة إلى مكان في مثل هذا المدار. في يناير عام 1985 تغيرت مير إلى مدار 51.6 درجة، والذي حل مشكلة واحدة. لكن الآن كان مخططًا أن ترسو وتلتحم مع الجزء الخلفي ميناء مير، مما يتطلب إضافة خطوط لإجراء الدفع الصاروخي من المركبة الناقلة للتقدم إلى مخازن مير. زاد ذلك من الوزن مرة ثانية، مما أجبر FGB على امتلاك دفعها الصاروخي الخاص مقللًا إلى 60% عند خزانات الضغوط العالية وخزانات التفريغ ذات الضغوط المنخفضة. مع الوزن الإطلاقي المعلن المتراوح بين 20,600 إلى 22,797 كيلوجرام، يُفترض أن تكون كفانت-1 في ذلك الوقت أثقل حمولة مرفوعة بمركبة إطلاق معدلة تعديلات خاصة ومتطلبة للبروتون.

## الوصف
تتكون كفانت-1 من مقصورتين مضغوطتين، ومقصورة غير مضغوطة تجريبية وغرفة معادلة للضغط من أجل الوصول للتليسكوبات وتغيير واسترجاع الأفلام. كما أنها تحمل أنظمة إضافية للحفاظ على الحياة منها مولد الأكسجين «إلكترون» ومعدات لإزالة ثاني أكسيد الكربون من الهواء.
شملت المعدات العلمية على متن الوحدة كفانت-1:
- تليسكوب رونتغن الفلكي بالأشعة السينية والذي يحتوي على أربع معدات:
  - تي تي إم، مطياف التصوير القناعي المشفر / كاميرا عريضة الزاوية (هولندية – بريطانية)
  - سيرين 2، مطياف الغاز نسبي التلألؤ
  - هيكسي، تجربة الأشعة السينية عالية الطاقة (ألمانية)
  - بالسار إكس-1، مستشعر أشعة سينية وأشعة غاما (20-1300 إلكترون فولت)
- غلازار، تليسكوب أشعة فوق بنفسجية
- ماريا، مطياف مغناطيسي
- سفيتلانا، وحدة فصل كهربي
- وأخيرًا، أرافا-إي، مركب على خارج الوحدة في يناير 1990 من أجل استكشاف الغلاف الأيوني والغلاف المغناطيسي للأرض

للسماح بالاستكشافات الفلكية، تحمل كفانت-1 –علاوة على مجسي الأفق الأرضي، مجسي نجوم، وثلاث متتبعات نجوم – وست مدوارات تسمح بالإشارة عالية الدقة لمركب مير بالكامل. ولأن المدوارات تعمل بالكهرباء، فإنها تقلل بصورة ملحوظة كمية التحكم بالدافع في المواقف التي يحتاجها في كتلة قاعدة مير منقذة 15 طن من الدافع في السنة الأولى والثانية. استخدموا كمية كبيرة من الكهرباء على الرغم من ذلك – قدر متوسط استهلاك كفانت-1 بنحو 6.90 كيلو وات.

## الإطلاق والرسو
كان منويًّا لكفانت-1 في البداية أن يُطلق ويرسو في ساليوت 7، لكنه أُجبر على التأخر والإطلاق إلى مير بدلًا من ذلك. لم تحتوي كفانت-1 على أي أنظمة دفع من ذاتها والوصول إلى مير، التحمت كفانت-1 مع الوحدة الخدمية الوظيفية – حاملة أنظمة دفع وأنظمة كهربية- من أجل العمل كقاطرة. اشتُقت الوحدة الخدمية الوظيفية من المركبة الفضائية TKS، والتي ستشكل فيما بعد الأساس لكتلة البضائع الوظيفية لكفانت-2 وكريستال وسبيكتر وبريرودا.
انطلقت كفانت-1 ووحدتها الخدمية الوظيفية في 30 مارس عام 1987 – في وقت انطلاق محطة مير وتأهيلها بفريق EO-2، والذي رسى بالفعل على مقدمة الميناء بالمركبة الفضائية سويوز تي إم-2. في 9 إبريل، حققت كفانت-1 رسوًا خفيفًا على ميناء مير بمؤخرة السفينة. لكن كفانت-1 لم تكن قادرة على تحقيق رسوًا صلبًا مما عنى أن المركبتين الفضائيتين كانا متصلتين بصورة ضعيفة – في هذا التركيب، لم تستطع مير توجيه نفسها وإلا كانت معرضة لأضرار أخرى.
أجرى فريق EO-2 نشاطًا استثنائيًا خارج المركبة في الحادي عشر من إبريل لاستكشاف المشكلة. وجد الفريق قطعة من الركام، من المحتمل أن تكون كيس نفايات، تُرك بواسطة بروغريس 28. بعد إزالته، كانت كفانت-1 قادرة في نهاية المطاف على تحقيق الرسو الصلب مع المحطة في نفس اليوم. التحمت المركبتان كفانت-الوحدة الخدمية الوظيفية، التي احتوت على الدفع غير الضروري الآن لوحدة كفانت-1، في 12 إبريل، مظهرة كفانت-1’s بالقرب من ميناء الرسو.

## العمليات المبدئية
بعد تحقيق الرسو الصلب أخيرًا والالتحام لكيفانت-الوحدة الخدمية الوظيفية، أجريت الاختبارات على متنها حول أنظمة كفانت-1 حتى نهاية إبريل. قُضي مايو في الإعداد لامتداد القوة الكهربية بأنشطة تتطلب القليل من الكهرباء، مثل التجارب الطبية والتصوير الفوتوغرافي لموارد الأرض – كان هناك احتياج إلى المزيد من الكهرباء لدعم تجارب مثل Korund 1-M kiln والذي يُستخدم لإجراء ذوبان يستمر لعدة أيام ورافعات كفانت-1’s والتي تستخدم للرصد الفلكي. لهذا، حمل كفانت أشعة شمسية محفوظة، والتي كانت متصلة بقاعدة مير خلال الأنشطة خارج المركبة.
باختبارات كفانت-1 والألواح الشمسية الإضافية وإتاحة رافعات كفانت، تحققت خطوة رئيسة في محطة فضاء مير. استطاع تليسكوب الأشعة السينية على متنها في البداية بانفجار: كان متموضع بصورة فريدة لدراسة المستعر الأعظم 1987A في سحابة ماجلان الكبرى، ذروة ضوئها الذي وصل إلى الأرض في مايو 1987. استطاع الفلكيون على متن مير من فحص النجم المنفجر خلال 115 جلسة بين يونيو وسبتمبر 1987.